# Pimelea brevifolia
Pimelea brevifolia är en tibastväxtart. Pimelea brevifolia ingår i släktet Pimelea och familjen tibastväxter.

## Underarter
Arten delas in i följande underarter:
- P. b. brevifolia
- P. b. modesta